# Franklin Standard
Franklin Standard Johnson (L'Avana, 8 giugno 1949 – 7 ottobre 2021) è stato un cestista cubano.

## Carriera
Con Cuba disputò due edizioni dei Giochi olimpici (Città del Messico 1968, Monaco 1972) e i Campionati mondiali del 1970.